# Trompenburgh
Huis De Trompenburgh is een belangrijke buitenplaats in 's-Graveland, vermoedelijk gebouwd door Daniël Stalpaert voor admiraal Cornelis Tromp, zoon van de admiraal Maarten Harpertszoon Tromp. Het landhuis heeft de vorm van een schip en is omgeven door water. Vanaf het dak, vormgegeven als een scheepsdek, reikte het uitzicht vroeger tot aan de Zuiderzee. In dit huis ontving admiraal Tromp in de zomermaanden gasten.
Trompenburgh is een bijzonder bouwwerk uit de Gouden Eeuw, het heeft de eeuwen vrijwel onveranderd doorstaan. Als kleine broer van Paleis Huis ten Bosch behoort het tot de bijzondere gebouwen van 17de-eeuwse architectuur. Zowel het ontwerp, een huis met een achthoekige koepel, als de geschilderde decoraties in het interieur zijn van grote historische waarde. Het huis behoort tot de Top 100 van de Rijksdienst voor de Monumentenzorg uit 1990.

## Geschiedenis
Zoals veel welgestelde Amsterdammers in de Gouden Eeuw bezat Cornelis Tromp naast een aanzienlijk pand aan de Oudezijds Voorburgwal een tweede huis buiten de stad. Hierbij werd het huis binnen de stad in het winterseizoen bewoond, het landhuis buiten de stad in de zomermaanden. Twee keer per jaar verhuisden bewoners en personeel, en bij de minder rijke families ook servies, linnengoed en huisraad, van de ene plek naar de andere plek, meestal per schip.
De eerste opzet van het buitenhuis, toen nog de Hooge Dreuvik geheten, dateert van 1654. Opdrachtgever was Joan van Hellemondt, de eerste echtgenoot van Tromps vrouw Margaretha van Raephorst. Tromp moest het in 1675-1684 laten herbouwen nadat een Franse legereenheid het in het rampjaar 1672 grondig had verwoest. De admiraal had geweigerd een brandschatting van 3500 gulden te betalen.
Tromp noemde het buitenverblijf na 1676 "Silisburgh". Dat was om de aandacht te vestigen op de adellijke titel die hij had verkregen van koning Christiaan V van Denemarken nadat hij als opperbevelhebber van de vloot had deelgenomen aan de strijd tegen Zweden. Het was een van de vele onderscheidingen die hij ontving voor zijn zeemanschap. Er werden regelmatig gasten uitgenodigd op het buitenverblijf in 's-Graveland. Zij ontvingen een uitnodiging die was ondertekend door de "Graaf van Silisburgh". Tromp was vrij kieskeurig: de genodigden waren allemaal vooraanstaand in politiek, handel of op zee. Zo brachten stadhouder Willem III, de Franse markies van Ausson en prins Philips, de zoon van de Grote Keurvorst van Brandenburg, een bezoek aan Tromp in zijn zomerresidentie.

## Omgeving
Trompenburgh ligt op de rand van het Gooi, waar het zand uit het Pleistoceen onder het veen van het Holoceen verdwijnt. Het Gooi was in de 17e eeuw nog een woestenij met heidevelden en bossen; een ideaal jachtgebied, maar ook geschikt voor het leveren van brandhout. Bij goed weer was in het zuiden de toren van de Dom van Utrecht te zien; Tromp was daar lid van het kapittel, een populaire titel waarvoor hij heeft moeten betalen. Bij goed weer waren de Zuiderzee, het Muiderslot en Naarden zichtbaar. In het westen rezen in de verte de torenspitsen van Weesp en Amsterdam op.
Van het uitzicht dat Tromp en zijn gasten had is niet veel meer over, de bebouwing van Kortenhoef en Hilversum en het geboomte dat nu de 's-Gravelandse buitens omringt geeft het gebied een geheel ander aanzien. De grote bomen wekken de indruk dat het landschap er altijd zo heeft uitgezien. Dat is niet het geval, want toen het huis in 1674 werd gebouwd, was 's-Graveland nog maar net ontgonnen.

## Indeling
Het huis bestaat uit een woongedeelte - het corps de logis - dat houten buitenmuren heeft. Door een gang is het huis verbonden met een erachter gelegen groot achthoekig paviljoen. Hierin bevindt zich de 'koepelzaal' met bijzondere wandbespanningen en schilderingen, die de verheerlijking van het geslacht Tromp uitbeelden. Er zijn zeestukken van de schepen Witte Olifant en Hollandia, zeeslagen (waaronder een door Willem van de Velde de Oude) en portretten van vader en zoon Tromp en hun echtgenoten.

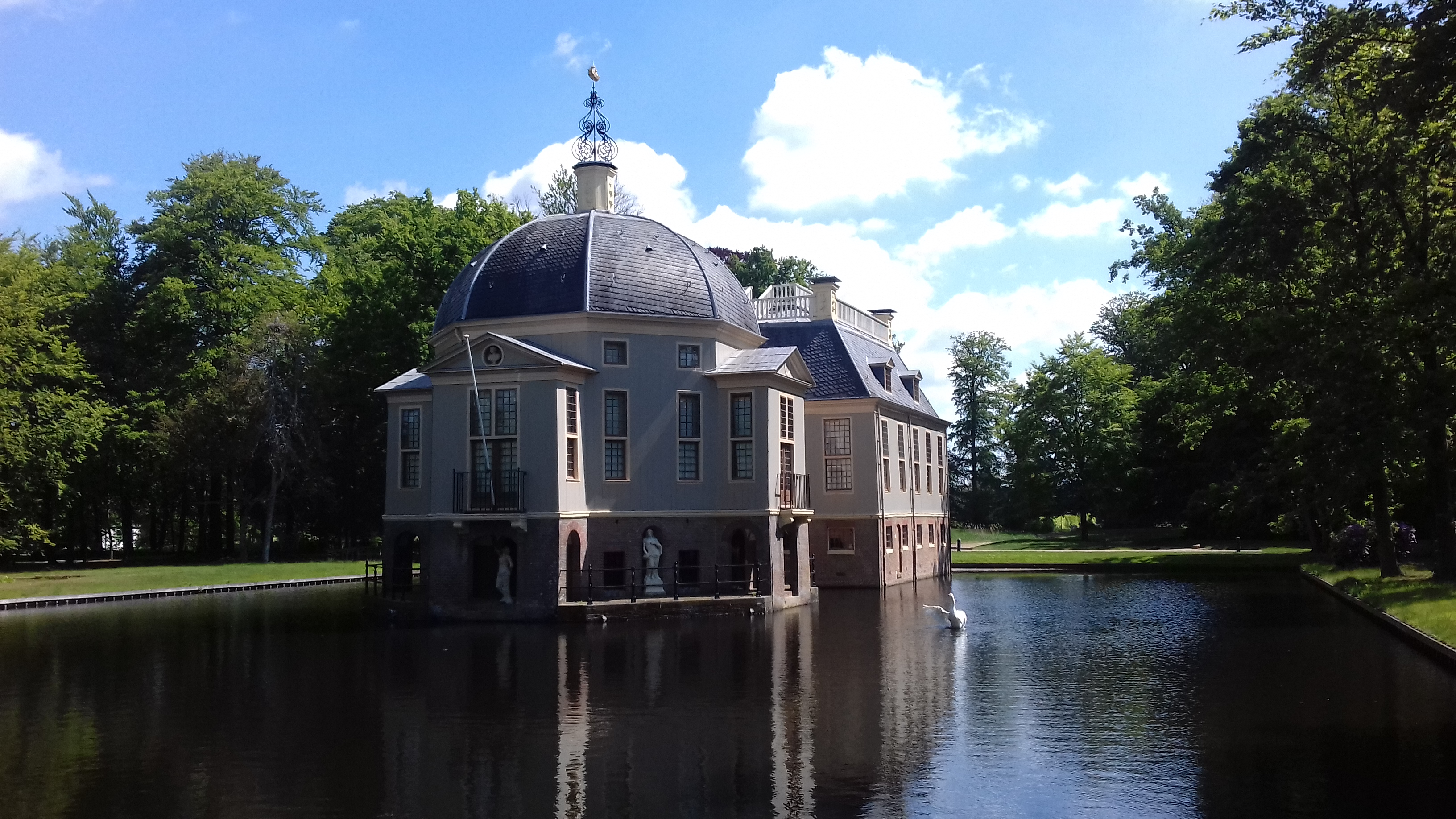
Zuidwestelijke kant
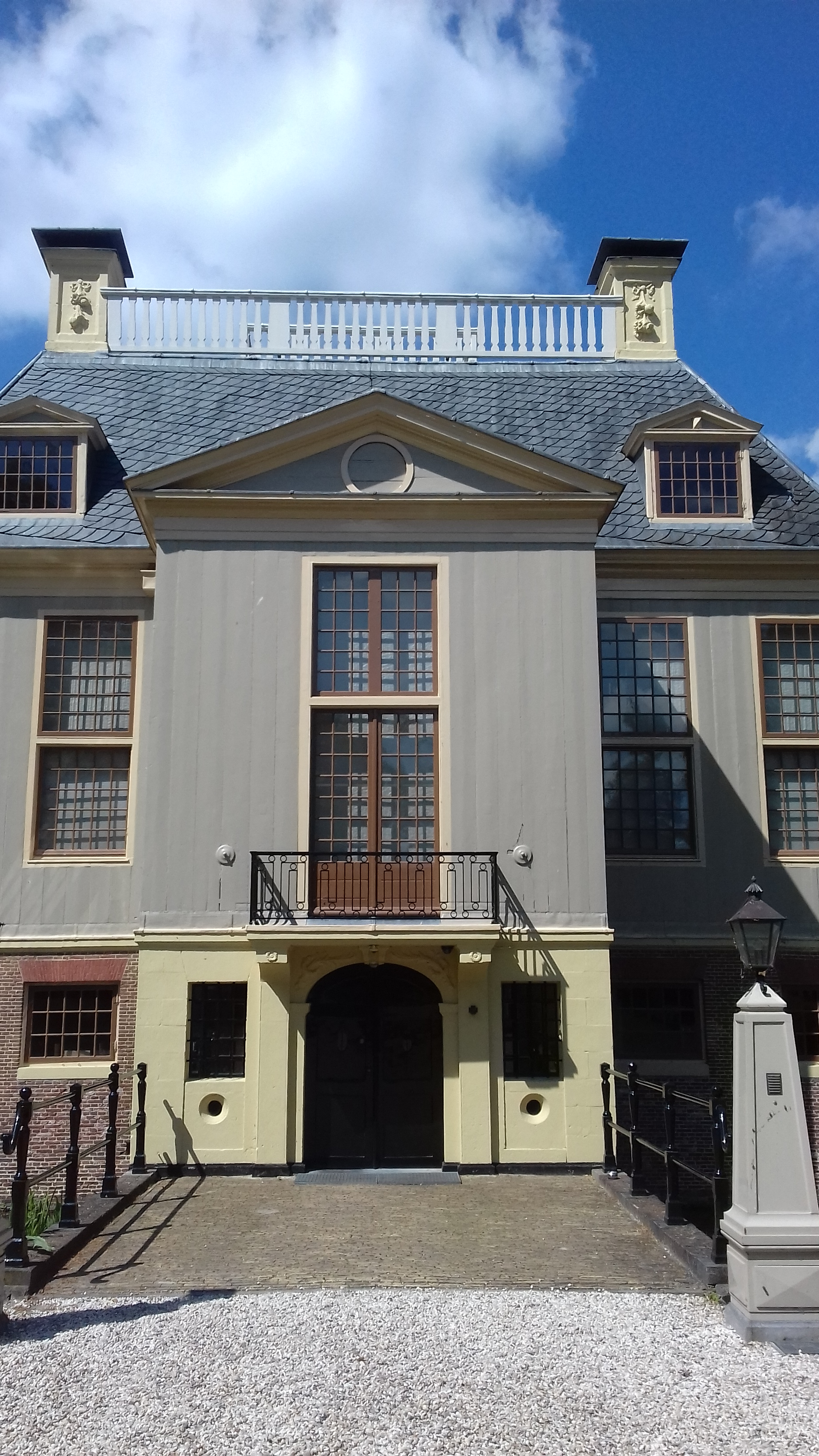
Entree
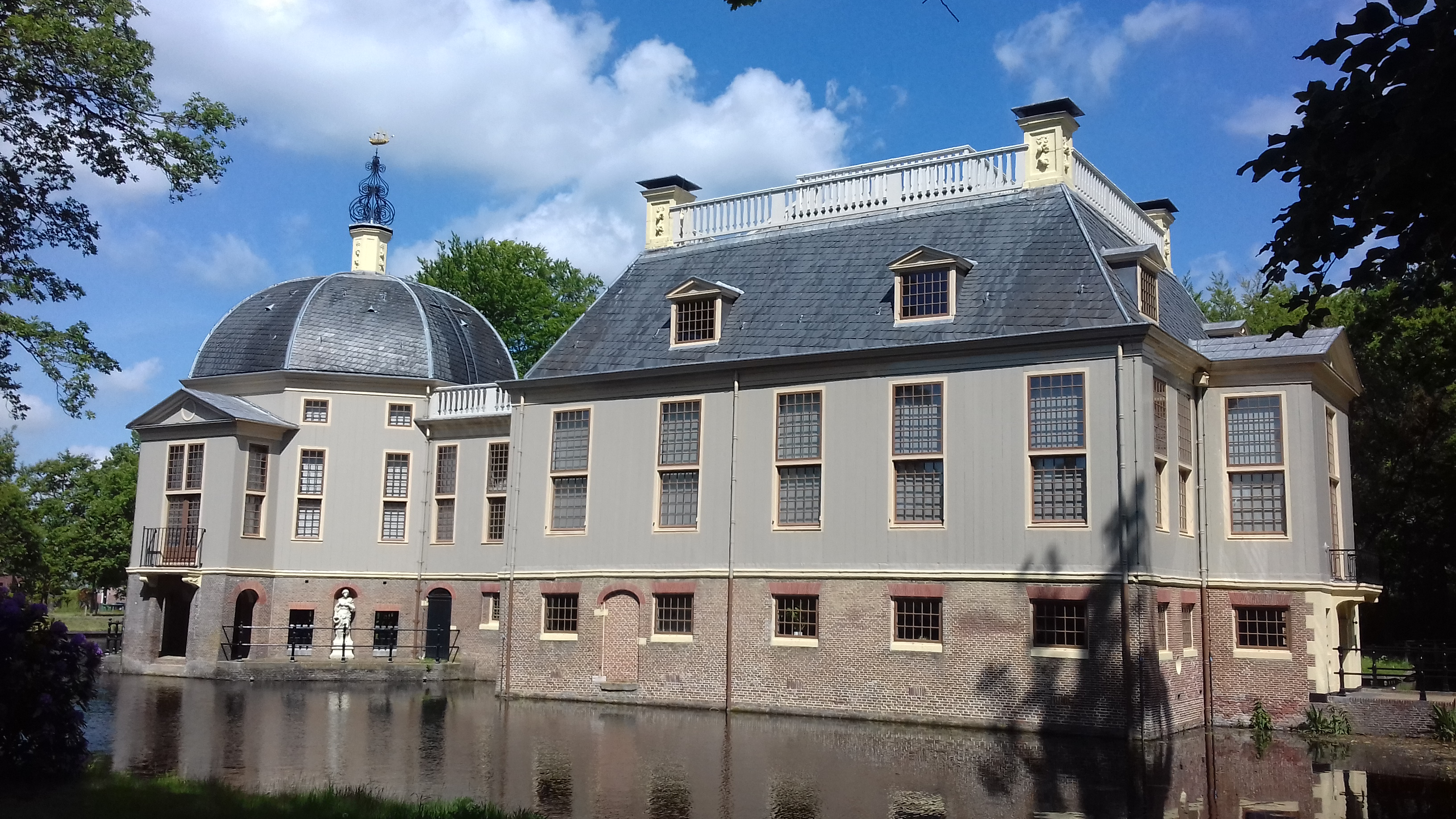
Vanuit zuidoostelijke kant
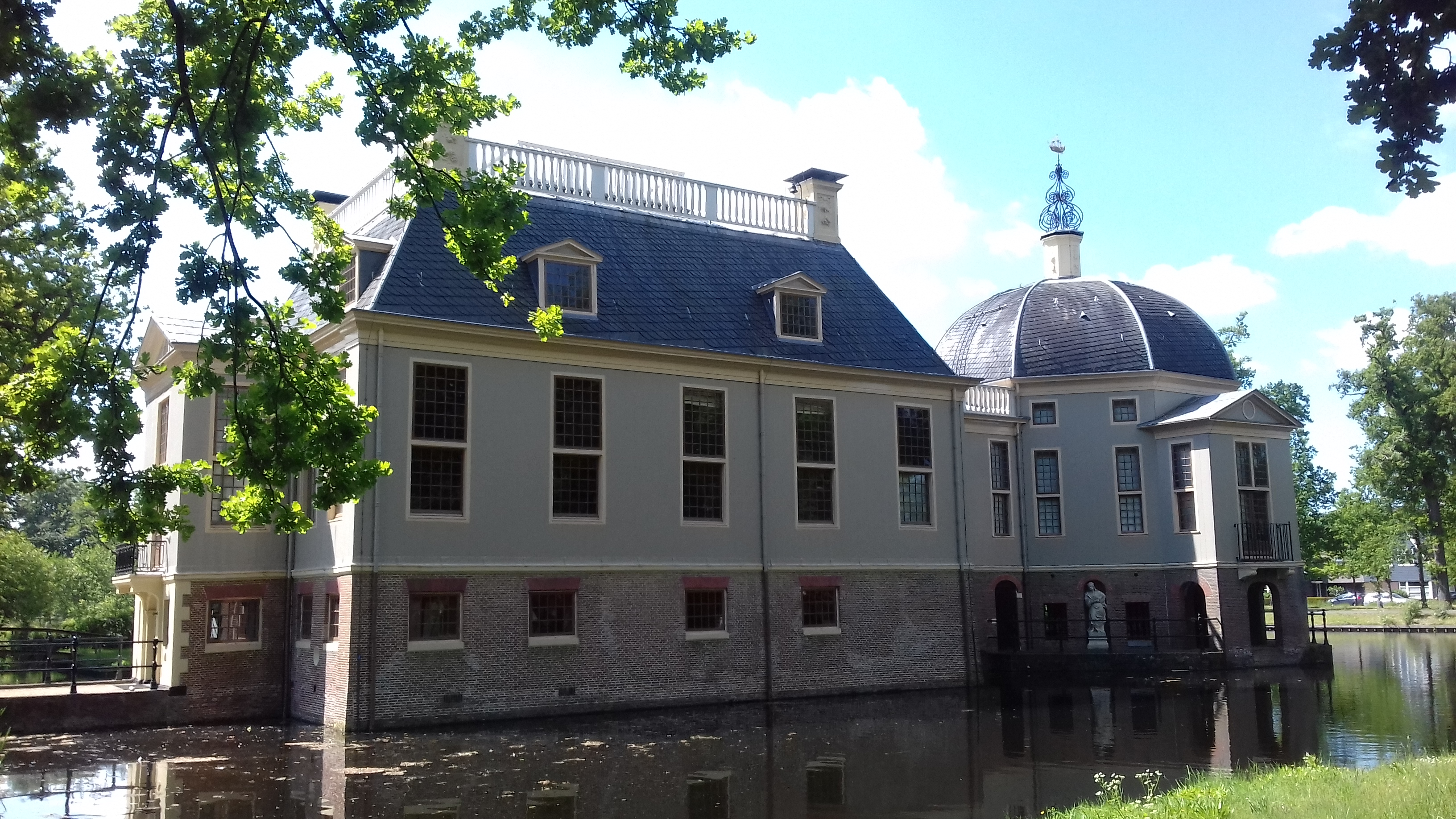
Vanaf noordoostelijke kant
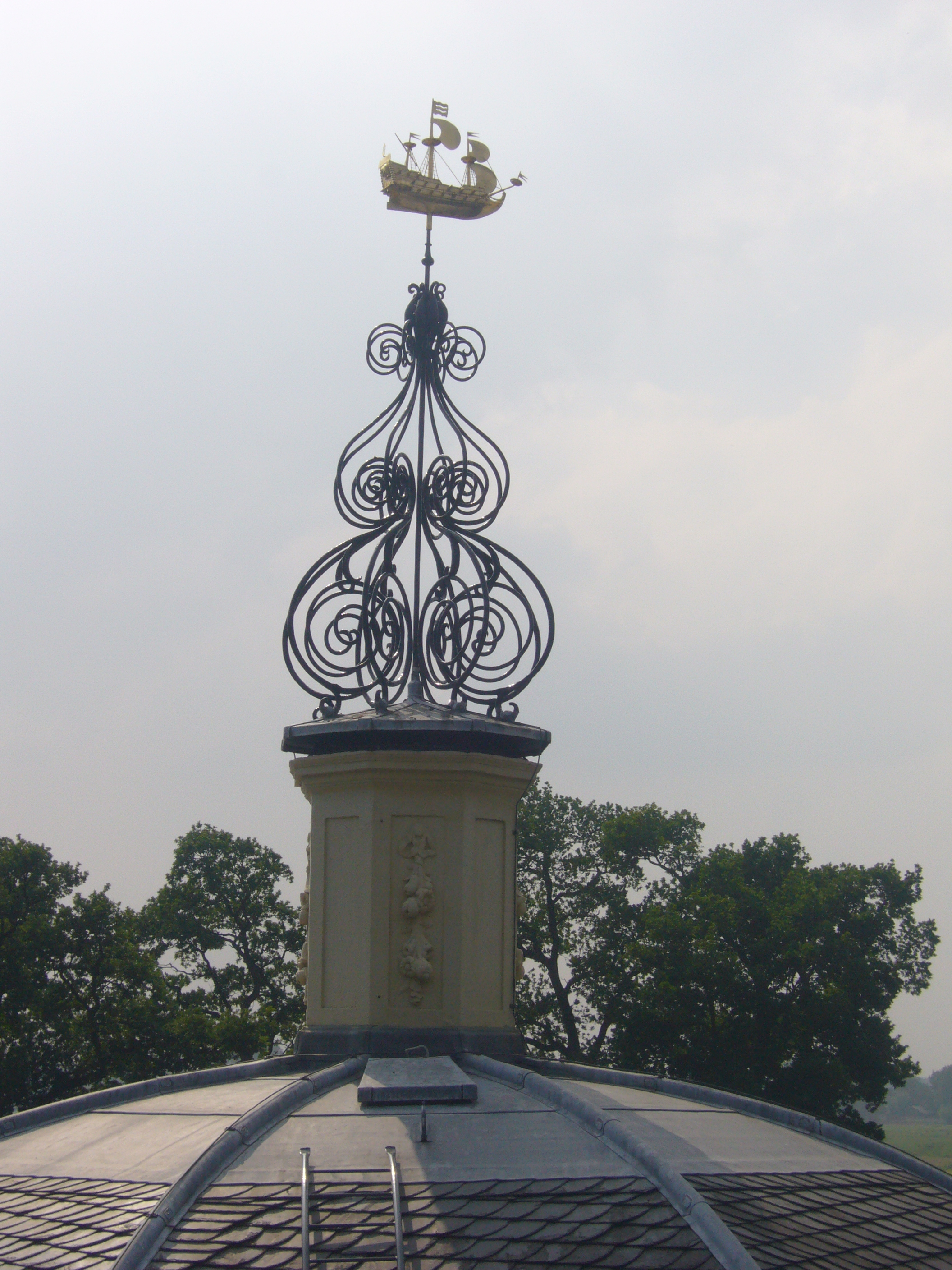
Vergulde windvaan
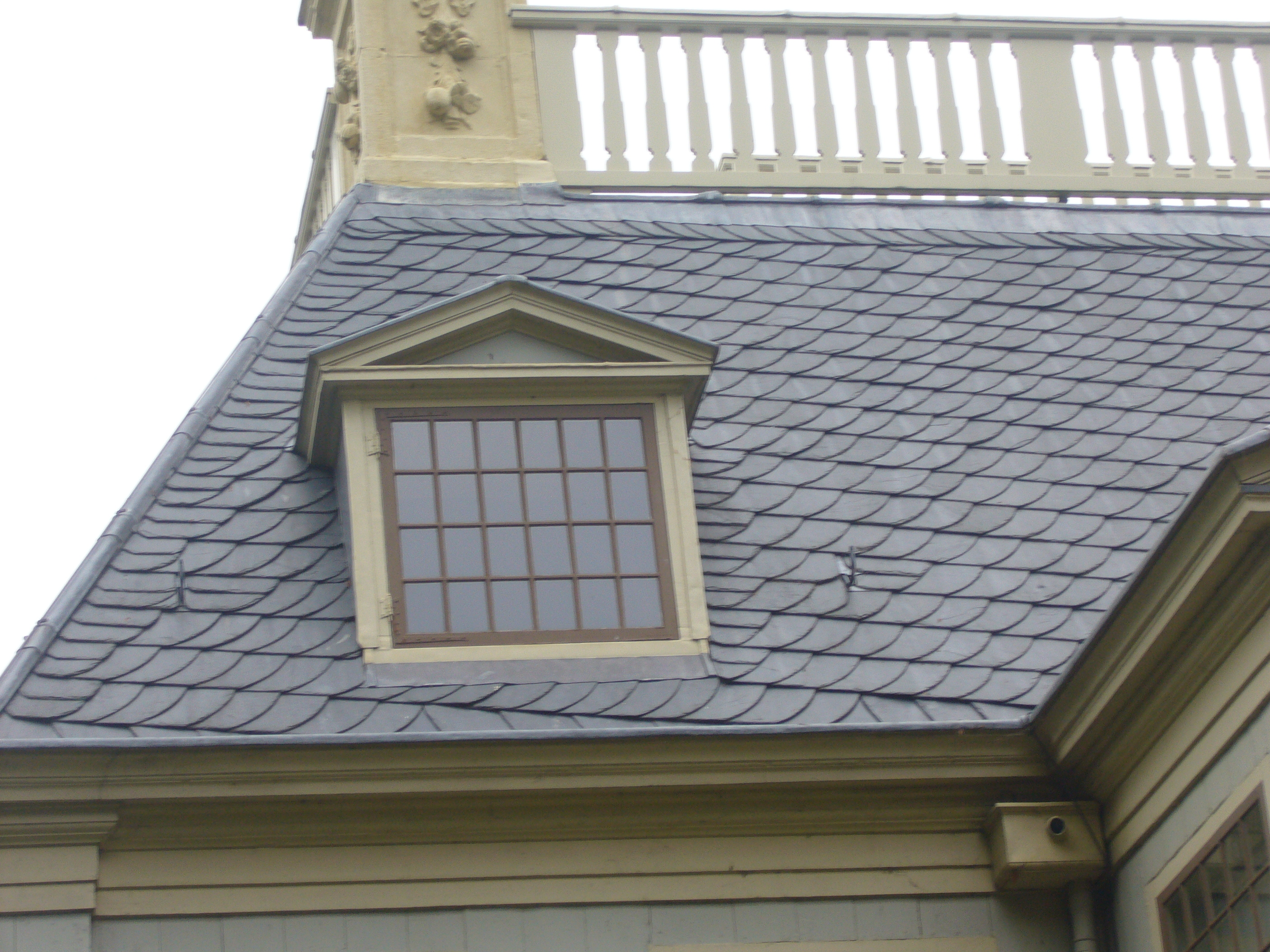
Leien in scheef patroon
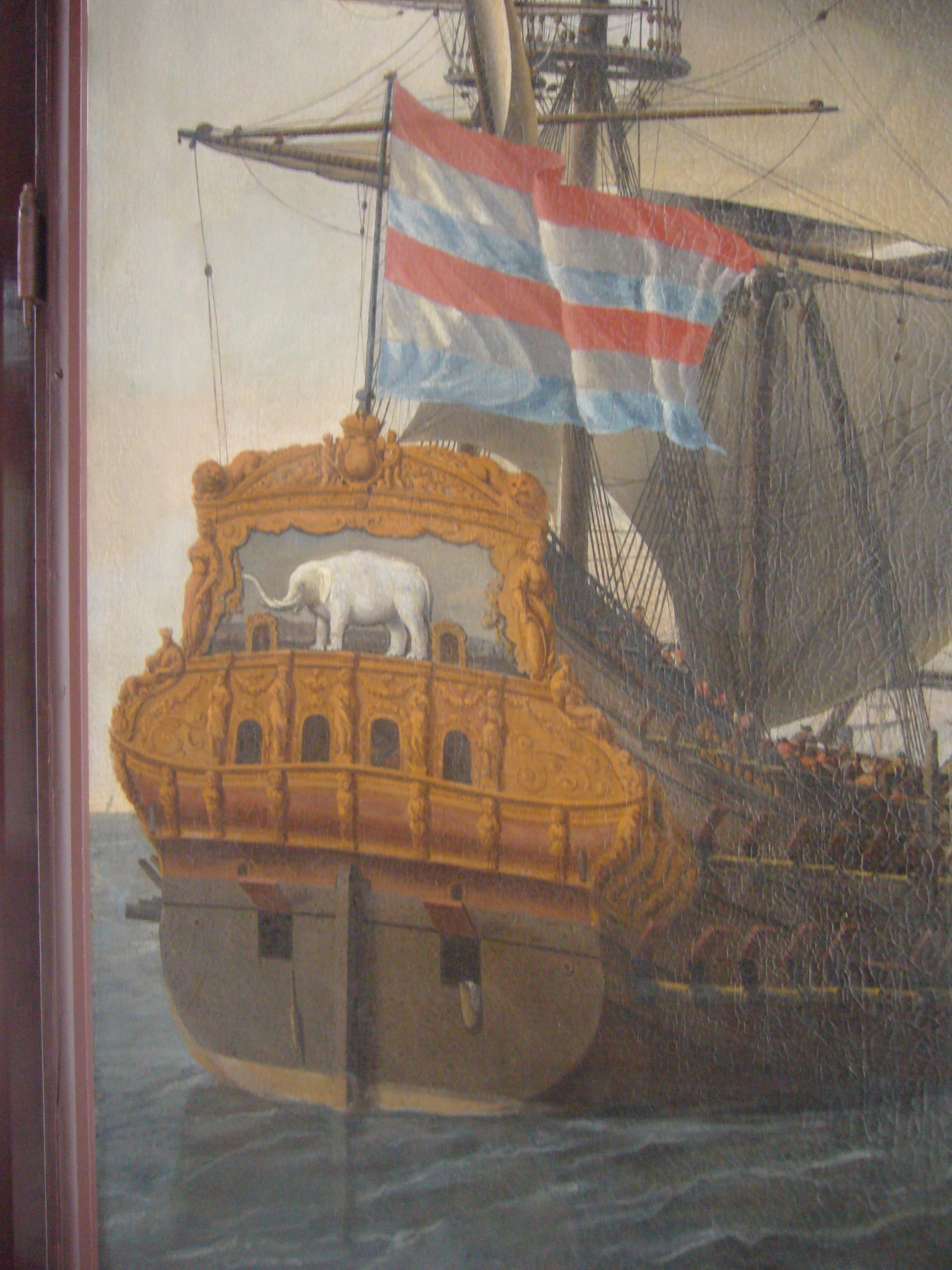
De Witte Olifant (1667) Vlaggenschip met 82 kanonnen
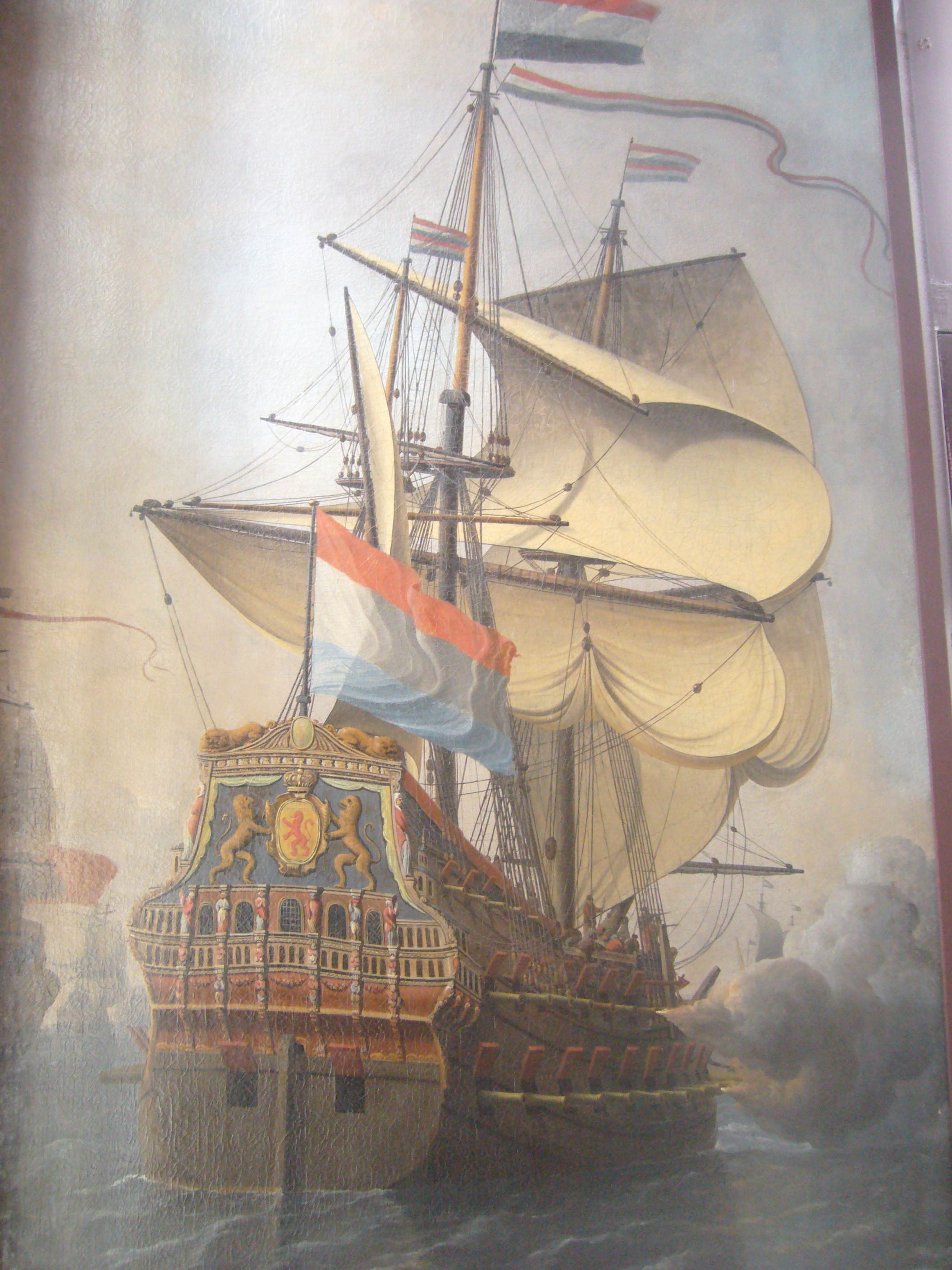
De Hollandia

## Trompenburgh na Tromp
Cornelis Tromp stierf in 1691. Zijn vrouw Margaretha van Raephorst was kort daarvoor, in 1690 gestorven.
Na het overlijden was er lange tijd onenigheid over de erfenis. Omdat er daardoor geen beslissingen konden worden genomen over Trompenburgh werd het huis verhuurd aan zeeofficieren zoals Philips van der Goes. In 1704 werd het als "een Hoffstede genaamt Silisburgh" geveild. Jacob Roeters kocht het landgoed voor 20.000 gulden. Hij veranderde de naam Silisburgh tussen 1704 en 1745 in "Trompenburgh", maar liet het huis zelf in tact, op een paar kleine dingen na. Zo liet hij een beeld dat midden in de slotgracht stond en dat "Faam" voorstelt, bij de beelden van de vier jaargetijden op de omgang onder het koepeldak plaatsen.
Na de dood van Roeters in 1745 erfde een van zijn drie kinderen, Jacob Roeters jr. de buitenplaats. Waarschijnlijk liet hij een tweede belvedère op het dak aanleggen, ter gelegenheid waarvan daar ook een klok werd geplaatst, gegoten door Pieter van Seelst en voorzien van het jaartal 1763. Voorts voorzag hij de kamer rechtsvoor (aan de noordzijde) in het benedenhuis van het behangsel dat er nog steeds te zien is. Hij zal het ook zijn geweest die het lofdicht op Tromp boven de ingang van de koepelzaal aanbracht. Dat gedicht is uit 1666 en werd geschreven door Gerard Brandt, de latere biograaf van De Ruyter:

"Geen verf van schilderij, geen stift, noch punt van staal, Verbeeld door kracht van de kunst des Amstels Admiraal; Den Hollandschen Romein; den roem der Batavieren, Die goude ketens won en kroonen van laurieren; Die als een blixem viel in Karels trotsche vloot, En vloog van schip op schip in 't aanzicht van den doot; Die duizenden verwon, die duizenden deed beeven; Dees strijtbre Tromp zal door geen beeld, maar daden leven."

In 1771 verkocht Roeters jr. het landgoed aan Matthijs Straalman. In een beschrijving uit 1797 komt Trompenburgh als volgt naar voren: "De aanleg der Plaats is nog grootendeels in denzelfden staat gebleven, zo als de Admiraal dezelve heeft aangelegd; zelfs zijn er nog geheele Laanen, van dezelfden Boomen, welken de Aanlegger geplant heeft." Straalman liet het park aanpassen aan de toen heersende mode van het Engelse landschapspark, door de "aanleg meer natuurlijk en ongedwongen" te maken. Tevens liet hij de houten brug plaatsmaken voor een dam. De ramen werden vervangen door schuiframen. Straalmans zoon, Anne Willem Straalman, paste de vensters later aan in Empirestijl. Diens zoon erfde het landgoed en hij liet op 16 juni 1827 Trompenburgh veilen "tot amotie" dat wil zeggen: voor afbraak.
De koopman Cornelis van IJsseldijk kocht het landgoed voor 37.160 gulden, maar sloopte het niet. Hij liet wel het interieur, in ieder geval de behangsels, veranderen volgens de "moderne smaak". Na zijn dood ging het huis over op Cornelis Jacobus van Bommel van Beukenburg, die stierf op 31 mei 1861 en had bepaald dat zijn vermogen en zijn huis na zijn dood aan zijn dochter Jeanette toekwamen. Zij werd in augustus van dat jaar echter opgenomen in het gesticht in Bloemendaal, met als gevolg dat Trompenburgh onder beheer van curatoren werd gesteld. Onder hun toezicht werd het op dat moment zo goed als onbewoonbare huis opgeknapt en vanaf 1864 verhuurd voor 800 gulden per jaar.
Halverwege de jaren 70 van de 19de eeuw werd er geen nieuwe huurder gevonden: tegen het einde van de eeuw woonde er een pastoor. Hij werd in 1899 opgevolgd door de schilder Johan Willem Kaiser, zoon van de directeur van het Rijksmuseum Johann Wilhelm Kaiser, die het landgoed voor 700 gulden per jaar huurde en voor wie de grote kamer rechts op de bel-etage die doorgaans werd gebruikt als eetkamer, maar die tijdens Tromp de "schilderij kamer" was geweest, omgebouwd tot atelier.
In 1903 overleed de eigenaresse, Jeanette van Bommel, in de inrichting waarin ze meer dan veertig jaar had verbleven. Haar bezittingen werden geveild en Trompenburgh werd alleen behouden doordat Frans Ernst Blaauw, die op het naburige Gooilust woonde, het pand kocht. Van 1921 tot 1953 was de huurder Hendrik Johan Middendorp Jr.. Blaauw had het huis in 1935, een jaar voor zijn dood, aan de Nederlandse Staat gelegateerd, onder de voorwaarde dat het pand niet zou worden uitgebreid en geen andere bestemming zou krijgen dan de toenmalige. Het 17e-eeuwse huis bleek zeer kostbaar om te herstellen en te onderhouden. Na 1953 werd het landgoed verhuurd aan het echtpaar Houthoff - De Groot, dat er een halve eeuw woonde.
In opdracht van de Rijksgebouwendienst zijn er in de afgelopen halve eeuw verscheidene restauraties uitgevoerd. Tijdens de laatste uitgebreide restauratie kwamen diverse opmerkelijke zaken aan het licht, zoals de grote vogel die boven in de hal is geschilderd, en een unieke met grisailles beschilderde lambrisering in een van de voorkamers. Uit kleurenonderzoek in de koepelzaal is gebleken dat de erkers met de scheepstaferelen oorspronkelijk lichtblauw waren geschilderd - wat het theatrale effect zal hebben verhoogd.

## Trompenburgh sinds 2006
Van 2006 tot 2011 stond Huis Trompenburgh ter beschikking van het Rijksmuseum te Amsterdam. Er werden lezingen, kleine conferenties en exposities gehouden. Sinds juni 2012 wordt het gebruikt voor besloten bijeenkomsten van het Nederlands Instituut voor Kennisoverdracht.
De naam Trompenburgh wordt nog steeds vaak fout geschreven zeker nadat het Rijksmuseum zo'n 10 jaar geleden ook de h weg liet in opdracht van de Rijksgebouwendienst, maar dat bleek een foutje van een historicus, die had dat gelezen in een extract (geschreven copy) van de verloting van de Trompenburgh in 1745, in de originele notariële akte van notaris Matthijs Maten te Amsterdam staat natuurlijk Trompenburgh, het is daardoor tot nu toe niet te vinden in het Rijksmonumentenregister.
Dit monument is op 15 januari 2016 overgedragen aan de stichting Monumentenbezit. In 2020 is deze stichting met de restauratie van Trompenburgh en de tuin eromheen begonnen. Daarbij is de kleur van de buitenkant van het houten gebouw teruggebracht naar de oorspronkelijke kleur en zal de tuin ook een verandering krijgen.